# Vaughn Taylor
Vaughn Taylor, född 22 februari 1911 i Boston, Massachusetts, död 26 april 1983 i Los Angeles, Kalifornien, var en amerikansk skådespelare.

## Filmografi, urval
- 1954 – Sånt händer med flickor
- 1957 – Jailhouse Rock
- 1957 – Kanske i kväll
- 1958 – Katt på hett plåttak
- 1959 – Våldet och lagen
- 1960 – Psycho
- 1966 – Ryssen kommer! Ryssen kommer!
- 1967 – Med kallt blod
- 1970 – Balladen om Cable Hogue
- 1973 – Brock's Last Case